# Marieta (moneda)
Recibe el nombre de Marieta una moneda circunstancial del reinado de Carlos II de España.
Su valor no está bien concretado, puesto que su acuñación obedeció a la necesidad de dar a la moneda española mayor valor que el de los metales que la constituían, por causas de la escasez y la crisis financiera de aquel reinado.